# Arianta schmidtii
Arianta schmidtii е вид охлюв от семейство Helicidae. Видът е почти застрашен от изчезване.

## Разпространение
Разпространен е в Австрия и Словения.